# The Sound of Goodbye
The Sound of Goodbye is een single uit 2001 van de Nederlandse trance-dj Armin van Buuren onder het pseudoniem Perpetuous Dreamer. Elles de Graaf nam de zang voor haar rekening. Het is de grootste hit van Perpetuous Dreamer. In de Nederlandse Top 40 haalde het in 2001 de 26ste plaats en het bleef 5 weken lang in de lijst staan en werd Dancesmash op Radio 538.
Eind oktober 2007 werd The Sound of Goodbye opnieuw uitgebracht, ditmaal onder de naam Armin van Buuren, met nieuwe remixen van Simon & Shaker, Nic Chagall, EDX en Yvan & Dan Daniel.

## Tracklist
Maxisingle (CD5"):
1. The Sound of Goodbye (Armin's Tribal Feel Radio-Edit) (3:25)
2. The Sound of Goodbye (Above & Beyond Radio-Edit) (3:15)
3. The Sound of Goodbye (Armin's Tribal Feel) (8:45)
4. The Sound of Goodbye (Above & Beyond Remix) (7:14)
5. The Sound of Goodbye (Armin's Tribal Feel Dub) (8:14)
6. The Sound of Goodbye (Armin Van Buuren's Rising Star Mix) (10:44)
7. The Sound of Goodbye (Blank & Jones Remix) (7:28)
8. The Sound of Goodbye (Dajiro's Deep Dub) (6:58)